# Rudolf Meerwarth
Rudolf Meerwarth (* 16. Juli 1883 in Karlsruhe; † 9. März 1946 in Berlin) war ein deutscher Nationalökonom, Statistiker und Professor an der Universität Leipzig.

## Leben
Meerwarth studierte von 1902 bis 1906 Staatswissenschaften an den Universitäten München, Breslau, Heidelberg und Karlsruhe. 1905 erfolgte die Promotion zum Dr. phil. in Staatswirtschaft an der Universität München, 1906 legte er in Karlsruhe das Kameralistische Staatsexamen für den Eintritt in den höheren Dienst in der badischen Finanzverwaltung ab. 
Ab Ende 1906 arbeitete er am Kaiserlichen Statistischen Amt Berlin als wissenschaftlicher Hilfsarbeiter, von 1907 an als ständiger Mitarbeiter. Im Jahr 1914 folgte die Habilitation an der Technischen Hochschule Berlin. Von 1914 an war er Mitglied des Preußischen Statistischen Landesamts (mit Kriegsunterbrechung) und nahm 1916 kurz am Ersten Weltkrieg teil, bis er am Ende dieses Jahres vom Waffendienst zurückgestellt wurde. Im Jahr 1918 wurde Meerwarth Regierungs- und Volkswirtschaftsrat. An der Universität Berlin habilitierte er 1921 über die Bedeutung der Teuerungsziffern und war dort anschließend bis 1922 als Privatdozent in Staatswissenschaften sowie von 1922 bis 1928 als außerordentlicher Professor für Statistik tätig. 
Im Jahr 1927 wurde er Oberregierungsrat sowie Mitglied des Internationalen Statistischen Instituts und ein Jahr später Regierungsdirektor am Preußischen Statistischen Landesamt, an dem er bis 1934, als die Vereinigung mit dem Statistischen Reichsamt erfolgte, Mitglied blieb. Von 1928 bis 1941 war er ordentlicher Professor für Statistik und Direktor des Instituts für Wirtschaftswissenschaften und Statistik an der Universität Leipzig.
Meerwarth unterzeichnete im November 1933 das Bekenntnis der Professoren an den deutschen Universitäten und Hochschulen zu Adolf Hitler.

## Publikationen (Auswahl)
- Einleitung in die Wirtschaftsstatistik, Jena 1920.
- Probleme der deutschen Zahlungsbilanz, München-Leipzig 1924.
- Nationalökonomie und Statistik. Eine Einführung in die empirische Nationalökonomie, Berlin 1925.
- Leitfaden der Statistik, Leipzig 1939.
- Mitherausgeber des Deutschen Statistischen Zentralblatts (seit 1924) und der Deutschen-Französischen Rundschau